# Arnis (Alemanha)
Arnis é um município da Alemanha, localizado no distrito de Schleswig-Flensburg, estado de Schleswig-Holstein.